# Céline Fraipont
Pour les articles homonymes, voir Fraipont (homonymie).
Céline Fraipont, née en 1974 à Bruxelles (province de Brabant, actuellement région de Bruxelles-Capitale), est une scénariste belge de bande dessinée, connue pour sa série Petit Poilu.

## Biographie
Céline Fraipont naît en 1974 à Bruxelles,. Elle est fleuriste de formation et elle rencontre Pierre Bailly à Liège et commence à s'intéresser à la bande dessinée. Elle écrit le scénario de Lea, une première bande dessinée muette chez un petit éditeur, Enigma, au tirage confidentiel en 1998. Après une maternité, elle écrit des scénarios muets pour laisser l’enfant imaginer les dialogues et elle crée avec son compagnon Pierre Bailly la série destinée aux tout-petits Petit Poilu qui compte 31 titres en 2025 dans la collection « Puceron » — dont elle est emblématique — puis dans la collection « Première BD » aux éditions Dupuis et dont plus de 950 000 exemplaires ont été vendus en 2021, ayant fait l'objet d'une adaptation en dessin animé pour la télévision en 2016-2017. 
En 2014, elle écrit le scénario d'un one shot, Le Muret, dessiné par son compagnon ; ce premier roman graphique publié dans la collection « Écritures » aux éditions Casterman est favorablement reçu : Monique Younès de RTL le désigne comme BD du mois de février 2014 et l'ouvrage reçoit le prix Prix Région centre la même année. L'ouvrage est traduit en italien sous le titre : Il Muretto.
Parallèlement, elle fait d'épisodiques apparitions dans Spirou à partir de 2008, où elle rend hommage à Raymond Macherot et à Gaston Lagaffe, écrit le scénario d'un mini-récit de Petit Poilu et divers autres courts récits.

### Vie privée
Elle réside à Liège.

## Œuvres

### Albums de bande dessinée

#### Séries
Petit Poilu (série en cours)
- 1. La Sirène gourmande, Dupuis, coll. « Puceron », Marcinelle, janvier 2007
Scénario : Céline Fraipont - Dessin : Pierre Bailly - Couleurs : quadrichromie -  (ISBN 9782800138909)
- 2. La Maison brouillard, Dupuis, coll. « Puceron », Marcinelle, septembre 2007
Scénario : Céline Fraipont - Dessin : Pierre Bailly - Couleurs : quadrichromie -  (ISBN 9782800138947)
- 3. Pagaille au potager, Dupuis, coll. « Puceron », Marcinelle, mai 2008
Scénario : Céline Fraipont - Dessin : Pierre Bailly - Couleurs : quadrichromie -  (ISBN 9782800141619)
- 4. Mémé Bonbon, Dupuis, coll. « Puceron », Marcinelle, 21 novembre 2008
Scénario : Céline Fraipont - Dessin et couleurs : Pierre Bailly -  (ISBN 9782800141626)
- 5 La Tribu des Bonapéti, Dupuis, coll. « Puceron », Marcinelle, 12 juin 2009
Scénario : Céline Fraipont - Dessin et couleurs : Pierre Bailly -  (ISBN 9782800144245)
- 6. Le Cadeau poilu, Dupuis, coll. « Puceron », Marcinelle, décembre 2009
Scénario : Céline Fraipont - Dessin et couleurs : Pierre Bailly -  (ISBN 9782800145594)
- 7. Kramik la canaille, Dupuis, coll. « Puceron », Marcinelle, 4 juin 2010
Scénario : Céline Fraipont - Dessin et couleurs : Pierre Bailly -  (ISBN 9782800146911)
- 8. La Forêt des Ombres, Dupuis, coll. « Puceron », Marcinelle, décembre 2010
Scénario : Céline Fraipont - Dessin et couleurs : Pierre Bailly -  (ISBN 9782800147505)
- 9. Le Trésor de Coconut, Dupuis, coll. « Puceron », Marcinelle, 9 juin 2011
Scénario : Céline Fraipont - Dessin et couleurs : Pierre Bailly -  (ISBN 9782800150369)
- 10. Amour glacé, Dupuis, coll. « Puceron », Marcinelle, 4 novembre 2011
Scénario : Céline Fraipont - Dessin et couleurs : Pierre Bailly -  (ISBN 9782800151090)
- 11. L'Hôpital des docteurs Toc-Toc, Dupuis, coll. « Puceron », Marcinelle, 1 juin 2012
Scénario : Céline Fraipont - Dessin et couleurs : Pierre Bailly -  (ISBN 9782800155845)
- 12. La Planète Coif'tif, Dupuis, coll. « Jeunesse », Marcinelle, 2 novembre 2012
Scénario : Céline Fraipont - Dessin et couleurs : Pierre Bailly -  (ISBN 9782800154480)
- 13. Au château de Crotte de Maille, Dupuis, coll. « Jeunesse », Marcinelle, 7 juin 2013
Scénario : Céline Fraipont - Dessin et couleurs : Pierre Bailly -  (ISBN 9782800157283)
- 14. En piste les andouilles !, Dupuis, coll. « Jeunesse », Marcinelle, 8 novembre 2013
Scénario : Céline Fraipont - Dessin et couleurs : Pierre Bailly -  (ISBN 9782800157672)
- 15. L'Expérience extraordinaire, Dupuis, coll. « Jeunesse », Marcinelle, 19 juin 2014
Scénario : Céline Fraipont - Dessin et couleurs : Pierre Bailly -  (ISBN 2800160896)
- 16. Le Blues du yéti, Dupuis, coll. « Puceron », Marcinelle, 13 novembre 2014
Scénario : Céline Fraipont - Dessin et couleurs : Pierre Bailly -  (ISBN 9782800161051)
- 17. À nous deux[17] !, Dupuis, coll. « Puceron », Marcinelle, 12 juin 2015
Scénario : Céline Fraipont - Dessin et couleurs : Pierre Bailly -  (ISBN 9782800163482)
- 18. Superpoilu, Dupuis, coll. « Puceron », Marcinelle, 13 novembre 2015
Scénario : Céline Fraipont - Dessin et couleurs : Pierre Bailly -  (ISBN 9782800163697)
- 19 Le Prince des oiseaux[18], Dupuis, coll. « Puceron », Marcinelle, 30 septembre 2016
Scénario : Céline Fraipont - Dessin : Pierre Bailly - Couleurs : quadrichromie -  (ISBN 9782800167053)
- 20. Madame Minuscule[19], Dupuis, Marcinelle, 7 avril 2017
Scénario : Céline Fraipont - Dessin : Pierre Bailly - Couleurs : quadrichromie -  (ISBN 9782800170381)
- 21. Chandelle-sur-Trouille, Dupuis, Marcinelle, 10 novembre 2017
Scénario : Céline Fraipont - Dessin : Pierre Bailly - Couleurs : quadrichromie -  (ISBN 9782800171586)
- 22. Mic-mac chez monsieur range-tout, Dupuis, Marcinelle, 5 octobre 2018
Scénario : Céline Fraipont - Dessin : Pierre Bailly - Couleurs : quadrichromie - (ISBN 9782800174365)
- 23. Duel de bulles[20], Dupuis, Marcinelle, 11 octobre 2019
Scénario : Céline Fraipont - Dessin : Pierre Bailly - Couleurs : quadrichromie - (ISBN 979-10-347-3801-4)
- 24. Les Sauveurs d'Outoupousse[21], Dupuis, Marcinelle, 5 mars 2021
Scénario : Céline Fraipont - Dessin : Pierre Bailly - Couleurs : quadrichromie - (ISBN 9791034747894)
- 25. Pas de bain pour antidouche[22] !, Dupuis, Marcinelle, 1 octobre 2021
Scénario : Céline Fraipont - Dessin : Pierre Bailly - Couleurs : quadrichromie - (ISBN 979-10-34754-40-3)
- 26. Grosso modo[23], Dupuis, Marcinelle, 25 mars 2022
Scénario : Céline Fraipont - Dessin : Pierre Bailly - Couleurs : quadrichromie - (ISBN 979-10-34762-62-0)
- 27. Tout pour moi, rien pour tous[24] !, Dupuis, Marcinelle, 7 octobre 2022
Scénario : Céline Fraipont - Dessin : Pierre Bailly - Couleurs : quadrichromie - (ISBN 979-10-34762-63-7)
- 28. T'inquiète Suzette[25] !, Dupuis, Marcinelle, 24 mars 2023
Scénario : Céline Fraipont - Dessin : Pierre Bailly - Couleurs : quadrichromie - (ISBN 979-10-34768-66-0)
- 29. Dans la bouche de Profitroll[26],[27], Dupuis, coll. « Première BD », Marcinelle, 26 avril 2024
Scénario : Céline Fraipont - Dessin : Pierre Bailly - Couleurs : quadrichromie -  (ISBN 979-10-34768-67-7)
- 30. Libérez les boules[28] !, Dupuis, coll. « Première BD », Marcinelle, 15 novembre 2024
Scénario : Céline Fraipont - Dessin : Pierre Bailly - Couleurs : quadrichromie -  (ISBN 978-2-8085-0522-2)
- 31. Gribouillis et Kraboutchat[7], Dupuis, coll. « Première BD », Marcinelle, 23 mai 2025
Scénario : Céline Fraipont - Dessin : Pierre Bailly - Couleurs : quadrichromie -  (ISBN 978-2-8085-1012-7)

#### Romans graphiques
- Lea[4] avec Pierre Bailly, Enigma, 1998.
- Le Muret[12],[29],[30], Casterman, coll. « Écritures », Paris, 15 janvier 2014
Scénario : Céline Fraipont - Dessin : Pierre Bailly - Couleurs : noir et blanc - (ISBN 978-2-203-08146-8)

### Expositions
- Une exposition ludique et interactive Petit Poilu se tient à la maison culturelle de Quaregnon du 8 mai au 6 juin 2015[31].
- Carrément Poilu[32],[33], Centre belge de la bande dessinée, Bruxelles du 22 octobre 2022 au 14 août 2023.

## Réception

### Prix et récompenses
- 2014 :  prix Région centre pour Le Muret avec Pierre Bailly, décerné lors du festival BD BOUM de Blois[13],[2].
- 2015 :  prix SCAM, catégorie Texte et image (BD) partagé avec Pierre Bailly pour Petit Poilu[2],[34],[35],[36].

### Reconnaissance
Le 16 septembre 2020, une fresque murale Petit Poilu est inaugurée rue de la Paroisse 34 à Bruxelles dans la section de Haren. Elle couvre une superficie de 117 m2 et sa réalisation est due à l'association Urbana. Elle fait partie du parcours BD de Bruxelles,.

#### Livres
: document utilisé comme source pour la rédaction de cet article.
- Philippe Mellot, Michel Denni, Laurent Turpin et Isabelle Morzadec, Trésors de la bande dessinée : BDM 2023-2024 - Catalogue encyclopédique et Argus, Paris, Les Arènes, novembre 2022, 23e éd., 1677 p., ill. ; 23 cm (ISBN 9791037507280, OCLC 1351462460, présentation en ligne), p. 730, 872, 969. .

#### Articles
- Céline Fraipont et Pierre Bailly (interviewés par Olivier le Bussy), « Rosie, ou la vie en noir », La Libre Belgique,‎ 13 mars 2014 (lire en ligne, consulté le 7 novembre 2024).

### Vidéographie
- [vidéo] « Petit Poilu: une interview avec ses créateurs. », sur YouTube où Pierre Bailly et Céline Fraipont parlent des enjeux de la création d'un bande dessinée muette au Centre belge de la bande dessinée le 24 novembre 2022 (7 min 2 s).

### Podcast
- [vidéo] « Podcast Alinéas #8 - Céline Fraipont », sur YouTube, un podcast d'Aurore Engelen créé par Bela le site des auteurs du 1er juillet 2022 (29 min 41 s).